# 达美航空1989号班机事件
2001年9月11日，达美航空1989号班机是一班由美國波士顿洛根国际机场飞往洛杉矶国际机场的定期直飞航班，由一架波音767-300ER飞机执飞 。这一航班是被美国政府认为疑似被劫持的多架航班之一。该航班最终安全降落于俄亥俄州克里夫兰市。

## 疑似劫機
美国航空11号班机和美国联合航空175号班机，两架从波士顿洛根国际机场起飞的班机，均在九一一袭击事件中被恐怖分子劫持。在被劫持的飞机撞击世界贸易中心后，波士顿空管发现被劫持的飞机都是从波士顿洛根机场飞往洛杉矶国际机场的波音767客机。达美航空1989号班机和被劫持的两架客机具有相同的特征。 东部9时19分，波士顿航管中心通知了美国联邦航空局，此后美国联邦航空局新英格兰地区办事处联系了赫恩登指挥中心，并要求赫恩登航管中心接力发送訊息，告知1989号班机克利夫兰中心通知达美航空1989号航班增加驾驶舱安全性。赫恩顿航管中心之后向达美航空1989航班发送了驾驶舱警报。 同时，波士顿空管持续追踪1989航班但没有收到该航班的任何无线电讯息。事实上，当时1989号班机正在和克利夫兰航空管制中心联络。
美国联邦航空局已知道达美航空1989班机在克利夫兰航管管辖空域，并命令克利夫兰中心监视达美航空1989号班机这一疑似劫持对象。 一名克利夫兰管制员认为他听到来自达美航空1989班机的“离开这里”和“我们有一颗炸弹”通信。 达美航空飞行员否认发生了任何驾驶舱入侵事件，并表示机上的所有人都没事。  后来证实，这次通讯来自美国联合航空公司93号航班 ，该航班与达美1989班机位于同一区域。35分钟后，在乘客和机组人员反抗劫机者的过程中，该班机坠毁于宾夕法尼亚州尚克斯维尔。   在美国航空公司77号航班于9:37撞击五角大楼之后，波士顿航管中心于美国东部时间9:41致电北美空防司令部东北防空區 （NEADS）并告知他们对达美航空1989号班机的怀疑，使得東北防空區立即怀疑起达美航空1989号航班。 美国东部时间上午9时42分，美国联邦航空局命令所有正在飞行的的飞机降落在最近的机场。  尽管达美航空1989号航班从未关闭其应答器且東北防空區从未失去与飞机的雷达接触，東北防空區仍然从俄亥俄州和密歇根州派出战斗机拦截这一航班 。東北防空區、美国联邦航空局赫恩登航管中心和克利夫兰中心持续追踪达美航空1989航班直到其最终降落。 

### 降落
在机长报告机上有一名不服管理的中东乘客和波士顿空管与克利夫兰空管之间交流不畅的背景下，达美航空要求1989班机降落于克里夫兰。飞机在俄亥俄州托雷多市上空调转航向并于上午9时47分正常降落于克利夫兰，这是在波士顿航管中心因故呼叫東北防空區的6分钟后。 美国联邦调查局及当地特种武器和战术部队疏散了机场并让飞机停在停机坪上2小时，直到所有乘客撤离。在当地政府和联邦调查局对飞机进行了详细检查后他们宣布达美航空1989号班机上没有威胁。九一一事件的官方报告称「在当天早晨，有很多对飞机被劫持的误报情况发生。报告美国航空11号班机向南飞行的情况是一例——这发生在美国航空11号班机已经撞击世界贸易中心1号楼之后，达美航空1989号班机是第二例。」

### 达美航空1989号航班的时间线
所有的时间和采取的行动都基于九一一事件的调查报告和公众证词。 下文中的时间都是2001年九月11日，时区采用东部夏令时间。 
- 8:05  - 达美航空1989号航班由波士顿洛根国际机场起飞前往加利福尼亚州洛杉矶市; [3]
- 9:19  - 美国联邦航空局新英格兰地区办事处联系了赫恩登指挥中心，他们怀疑达美航空1989号航班（与撞击世界贸易中心的两架飞机起飞于相同的机场）是一个潜在的劫持目标，并要求赫恩登航管中心接力发送訊息，告知1989号班机克利夫兰中心通知达美航空1989号航班增加驾驶舱安全性。  赫恩登指挥中心随后命令航管员向达美航空1989发送驾驶舱警告
- 9:32  - 一名克利夫兰管制员认为他听到来自达美航空1989班机的“离开这里”和“我们有一颗炸弹”通信。达美航空班机的飞行员否认发生了任何驾驶舱入侵事件，并表示机上的每个人都没事。  后来证实，这次神秘的通讯来自联合航空公司93号航班 ，该航班当时处于1989航班附近，于35分钟后坠毁
- 9:41  -  北美空防司令部东北防空區（NEADS）在美国航空公司77号航班撞击五角大楼之后立即怀疑达美航空1989班机，当时波士顿中心正在呼叫東北防空區並告知他们对1989航班的怀疑
- 9:42  - 美国联邦航空局要求所有正在飞行的的航班在最近的机场降落
- 9:45  - 美国领空關閉，不允許任何商用飞机起飞，所有正在飞行的商用飞机都被要求尽快在最近的机场降落。
- 9:47  - 达美航空1989航班安全降落在俄亥俄州克里夫兰市。

## 航班号
达美航空仍然在佐治亚州哈茨菲尔德-杰克逊亚特兰大国际机场和纽约拉瓜迪亚机场之间的国内航线上使用1989航班号。截止至2018年12月，该航班目前由一架空中客车A320-200系列客机执飞。